# Toivo Loukola
Toivo Aarne Loukola, né le 2 octobre 1902 à Kortesjärvi et décédé le 10 janvier 1984, est un athlète finlandais vainqueur du 3000 mètres steeple des Jeux olympiques de 1928.

## Biographie
En 1928, Toivo Loukola remporte la finale du 3 000 mètres steeple des Jeux olympiques d'Amsterdam avec le temps de 9 min 21 s 8, devançant ses compatriotes Paavo Nurmi et Ove Andersen.

## Palmarès

### Jeux olympiques
- Jeux olympiques d'été de 1928 à Amsterdam :
  -  Médaille d'or du 3 000 mètres steeple